# Cornelia Ortlieb
Cornelia Ortlieb (* 1967) ist eine deutsche Literaturwissenschaftlerin.

## Leben
Sie studierte von 1989 bis 1995 neuere deutsche Philologie, vergleichende Literaturwissenschaft und Philosophie an der TU und an der FU Berlin (Magistra Artium mit einer Arbeit über: Die Phantasie als Weltentwurf. Die Rolle der Einbildungskraft bei Jean Paul, E.T.A. Hoffmann und Charles Baudelaire). Von 1995 bis 1997 war sie wissenschaftliche Mitarbeiterin für Neuere Deutsche Philologie am Institut für Deutsche Philologie, Allgemeine und Vergleichende Literaturwissenschaft der TU Berlin. Nach der Promotion 1999 mit einer Dissertation zum Thema: Poetische Prosa. Beiträge zur modernen Poetik von Charles Baudelaire bis Georg Trakl (TU Berlin) war sie von 1999 bis 2007 wissenschaftliche Assistentin für Neuere Deutsche Philologie und Vergleichende Literaturwissenschaft am Institut für Literaturwissenschaft der TU Berlin. Nach der Habilitation 2006 mit einer Arbeit über: Friedrich Heinrich Jacobi und die Philosophie als Schreibart (TU Berlin) war sie von 2007 bis 2008 Privatdozentin am Institut für Literaturwissenschaft der TU Berlin. Von 2008 bis 2009 vertrat sie eine Professur für Allgemeine und Vergleichende Literaturwissenschaft an der Universität Bielefeld. 2009 vertrat sie eine Professur für Germanistik an der TU Braunschweig. Von 2009 bis 2011 vertrat sie eine Professur für Neuere Deutsche Philologie und Allgemeine und Vergleichende Literaturwissenschaft an der TU Berlin. 2011 vertrat sie eine Professur für Allgemeine und Vergleichende Literaturwissenschaft an der Ludwig-Maximilians-Universität München. Von 2011 bis 2014 lehrte sie als Professorin für Allgemeine und Vergleichende Literaturwissenschaft an der LMU München. Von 2014 bis 2019 war sie Inhaberin des Lehrstuhls für Komparatistik an der Friedrich-Alexander-Universität Erlangen-Nürnberg. 2019 folgte sie der Berufung an die FU Berlin auf die W3-Professur für Deutsche Philologie (Neuere deutsche Literatur mit einem Schwerpunkt in der Literatur der Klassischen Moderne).
Ihre Arbeitsschwerpunkte sind europäische Literaturgeschichte (18.–20. Jahrhundert), Friedrich Heinrich Jacobi: Schreibformen von Kritik und Kommentar um 1800, die Kulturgeschichte des Wissens und die Literatur, Denken auf Papier von Jean Paul bis Claude Simon und Theorie des Materials und der Materialität in den Künsten.

## Schriften (Auswahl)

### Als Autorin
- Poetische Prosa. Beiträge zur modernen Poetik von Charles Baudelaire bis Georg Trakl. Stuttgart 2001, ISBN 3-476-45278-6.
- Friedrich Heinrich Jacobi und die Philosophie als Schreibart. München 2010, ISBN 978-3-7705-4938-2.
- Popmusikliteratur. Hannover 2018, ISBN 978-3-86525-635-5.
- Flaschen, Züge und verborgene Kriege oder Rimbauds Hölle in Stuttgart. In: apropos. Perspektiven auf die Romania. Nr. 10, 2023, ISSN 2627-3446, S. 72–93 (uni-hamburg.de).

### Als Herausgeberin
- Mit Kristin Knebel, Gudrun Püschel (Hrsg.): Steine rahmen, Tiere taxieren, Dinge inszenieren. Sammlung und Beiwerk. Dresden 2018, ISBN 978-3-95498-415-2.
- Mit Christin Krüger, Felicitas Pfuhl, Vera Vogel (Hrsg.): Stéphane Mallarmé. Vers de circonstance – Verse unter Umständen. Dresden 2023, ISBN 978-3-95498-770-2 (https://verlag.sandstein.de/detailview?no=98-770)